# Rhyacophila obscura
Rhyacophila obscura là một loài Trichoptera trong họ Rhyacophilidae. Loài này phân bố ở Oriëntaals en het vùng cổ bắc giới.